# Nesiocypraea midwayensis
Nesiocypraea midwayensis is een slakkensoort uit de familie van de Cypraeidae. De wetenschappelijke naam van de soort is voor het eerst geldig gepubliceerd in 1967 door Azuma & Kurohara.